# Анатолийское плоскогорье
Анатоли́йское плоского́рье — внутренняя часть Малоазиатского нагорья в Турции. С севера ограничено Понтийскими горами, с юга — Таврскими.
Протяжённость плоскогорья (с востока на запад) составляет около 700 км, ширина (с севера на юг) — до 400 км. Поверхность преимущественно выровненная (преобладающие высоты — от 900 до 1500 м), с островными хребтами (отдельные вершины превышают 2000 м). На юге расположен ряд бессточных впадин с солончаками и солёными озёрами (озеро Туз и др.), а также наклонные равнины с оазисами. Плоскогорье сложено преимущественно осадочными палеогеновыми и неогеновыми породами. С четвертичными разломами связаны многочисленные проявления вулканизма (к примеру, потухший вулкан Эрджияс высотой 3916 м — высшая точка плоскогорья).
Климат умеренно континентальный, полузасушливый (Классификация климатов Кёппена: Dsa и BSk), выражены 4 времени года. Лето жаркое и продолжительное, с большим перепадом суточных температур. Зима относительно холодная. Количество осадков в год увеличивается от 300 мм в центральной части до 350—500 мм на окраинах; максимум осадков выпадает весной. Летом дожди редки. Зимой осадки обычно часто выпадают в виде снега.
Северную часть плоскогорья пересекают реки Кызыл-Ирмак, Сакарья. Почвы серые и бурые. Из растительности преобладают сухие степи и полупустыни с зарослями низких колючих подушковидных кустарников.
У северной окраины Анатолийского плоскогорья расположена столица Турции, город Анкара. Население занимается скотоводством и оазисным земледелием.